# NGC 6499
NGC 6499 – gwiazda podwójna znajdująca się w gwiazdozbiorze Herkulesa. Skatalogował ją Albert Marth 11 maja 1864 roku jako obiekt typu „mgławicowego”, gdyż błędnie sądził, że jest otoczona mgławicą.